# Charles Pic
Charles Pic (Montélimar, 15 februari 1990) is een Frans autocoureur die in 2012 en 2013 in de Formule 1 reed voor respectievelijk Marussia en Caterham.
In 2010 en 2011 reed Pic in de normale GP2 Series, waar hij in totaal 4 polepositions en 3 overwinningen behaalde. Hij eindigde als tiende in het kampioenschap in 2010 en als vierde in 2011.

## Loopbaan
- 2006: Formule Renault Campus Frankrijk, team onbekend (1 overwinning, 3e in kampioenschap).
- 2007: Eurocup Formule Renault 2.0, team SG Formula (1 overwinning, 3e in kampioenschap).
- 2007: Franse Formule Renault 2.0, team SG Formula.
- 2008: Formule Renault 3.5 Series, team Tech 1 Racing (2 overwinningen).
- 2009: Formule Renault 3.5 Series, team Tech 1 Racing (2 overwinningen, 3e in kampioenschap).
- 2009-10: GP2 Asia Series, team Arden International (1 overwinning).
- 2010: GP2 Series, team Arden International (1 overwinning).
- 2011: GP2 Asia Series, team Barwa Addax Team.
- 2011: GP2 Series, team Barwa Addax Team (2 overwinningen).
- 2012: Formule 1, team Marussia.
- 2013: Formule 1, team Caterham.
- 2014: Formule 1, team Lotus (testrijder).
- 2014-2015: Formule E, team Andretti Autosport.

## Formule 1
Door zijn prestaties in de GP2 mocht Pic van Virgin de Young Drivers Test rijden in Abu Dhabi. Dit deed hij zo verdienstelijk dat Marussia F1 Team hem een Formule 1-contract aanbood voor 2012.
In 2012 was hij zijn teamgenoot Timo Glock regelmatig de baas in de races. Zijn beste resultaat van het jaar was een twaalfde plaats in de slotrace in Brazilië. Tijdens dit weekend werd ook bekend dat Pic in 2013 de overstap maakt naar het team van Caterham.
In 2013 is hij regelmatig zijn debuterende teamgenoot Giedo van der Garde de baas in de races en eindigde hierdoor ook twee plaatsen voor hem in het kampioenschap. Caterham trok voor het seizoen 2014 echter twee andere coureurs aan, waardoor Pic en Van der Garde een ander team moesten zoeken. Pic werd uiteindelijk testrijder voor het Lotus F1 Team. Tijdens de Grand Prix van Italië maakte hij zijn debuut in een Formule 1-raceweekend voor het team.

## Formule E
In het seizoen 2014-2015 rijdt Pic in het elektrische kampioenschap Formule E, waar hij uitkomt voor het team Andretti Autosport. Hij wordt hier de teamgenoot van zijn landgenoot Franck Montagny.

## Formule 1-carrière
| Jaar/Jaren | Team     |
| ---------- | -------- |
| 2012       | Marussia |
| 2013       | Caterham |

|                       | 2012 | 2013 | Totaal |
| --------------------- | ---- | ---- | ------ |
| Aantal races          | 20   | 19   | 39     |
| Aantal zeges          | 0    | 0    | 0      |
| Aantal pole-positions | 0    | 0    | 0      |
| Aantal snelste ronden | 0    | 0    | 0      |
| Aantal podiumplaatsen | 0    | 0    | 0      |
| Aantal WK-punten      | 0    | 0    | 0      |
| Eindstand WK          | 21   | 20   |        |

### Totaal Formule 1-resultaten
| Seizoen | Inschrijving     | Chassis       | Motor                         | 1      | 2      | 3      | 4      | 5      | 6       | 7      | 8      | 9      | 10     | 11      | 12     | 13     | 14     | 15     | 16      | 17     | 18     | 19      | 20     | Pos | Punten |
| ------- | ---------------- | ------------- | ----------------------------- | ------ | ------ | ------ | ------ | ------ | ------- | ------ | ------ | ------ | ------ | ------- | ------ | ------ | ------ | ------ | ------- | ------ | ------ | ------- | ------ | --- | ------ |
| 2012    | Marussia F1 Team | Marussia MR01 | Cosworth CA2012 2.4 V8        | AUS 15 | MAL 20 | CHN 20 | BHR NF | SPA NF | MON NF  | CAN 20 | EUR 15 | GBR 19 | DUI 20 | HON 20  | BEL 16 | ITA 16 | SIN 16 | JPN NF | KOR 19  | IND 19 | ABU NF | VST 20  | BRA 12 | 21  | 0      |
| 2013    | Caterham F1 Team | Caterham CT03 | Renault RS27-2013 2.4 V8      | AUS 16 | MAL 14 | CHN 16 | BHR 17 | SPA 17 | MON DNF | CAN 18 | GBR 15 | DUI 17 | HON 15 | BEL DNF | ITA 17 | SIN 19 | KOR 14 | JPN 18 | IND DNF | ABU 19 | VST 20 | BRA DNF |        | 20  | 0      |
| 2014    | Lotus F1 Team    | Lotus E22     | Renault Energy F1-2014 1.6 V6 | AUS    | MAL    | BHR    | CHN    | SPA    | MON     | CAN    | OOS    | GBR    | DUI    | HON     | BEL    | ITA TC | SIN    | JPN    | RUS     | VST    | BRA    | ABU     |        | -   | -      |